# Songs From The Labyrinth
Songs From The Labyrinth és un enregistrament del 2006 de la música de John Dowland interpretada per Sting i el llaütista bosnià Edin Karamazov. Va arribar al lloc 24 del UK Official Top 75 Albums Chart i al 25 del Billboard 200, que són uns resultats importants per un disc de música clàssica en llistes de vendes de discs de pop.

## Cançons
Totes les cançons compostes per John Dowland excepte les indicades.
1. "Walsingham" – 0:38
2. "Can She Excuse My Wrongs" – 2:35
3. "Ryght Honorable..." – 0:40
4. "Flow My Tears (Lachrimae)" – 4:42
5. "Have You Seen the Bright Lily Grow" (Robert Johnson) – 2:35
6. "...Then in Time Passing On..." – 0:32
7. "The Battle Galliard" – 3:01
8. "The Lowest Trees Have Tops" (Sir Edward Dyer (lyrics)) – 2:16
9. "... And Accordinge As I Desired Ther Cam A Letter..." – 0:55
10. "Fine Knacks For Ladies" – 1:50
11. "...From Thence I Went to Landgrave of Hessen..." – 0:24
12. "Fantasy" – 2:42
13. "Come, Heavy Sleep" – 3:46
14. "Forlorn Hope Fancy" – 3:08
15. "...And From Thence I Had Great Desire To See Italy..." – 0:28
16. "Come Again" – 2:56
17. "Wilt Thou Unkind Thus Reave Me" – 2:40
18. "...After My Departures I Caled To Mynde..." – 0:30
19. "Weep You No More, Sad Fountains" – 2:38
20. "My Lord Willoughby's Welcome Home" – 1:34
21. "Clear Or Cloudy" – 2:47
22. "...Men Say That the Kinge of Spain..." – 1:01
23. "In Darkness Let Me Dwell" – 4:12

## Llistes
| Any  | Llista                         | Posició |
| ---- | ------------------------------ | ------- |
| 2006 | U.S. Billboard 200             | 25      |
| 2006 | U.K.                           | 24      |
| 2006 | Top Classical Albums           | 1       |
| 2006 | Billboard Comprehensive Albums | 25      |
| 2006 | European Top 100 Albums        | 12      |
| 2006 | Top Internet Albums            | 6       |
| 2006 | Top Digital Albums             | 9       |
| 2006 | Tastemakers                    | 11      |